# USS Macdonough (DD-331)
USS Macdonough (DD-331) – amerykański niszczyciel typu Clemson będący w służbie United States Navy w okresie po I wojnie światowej. Patronem okrętu był komodor Thomas Macdonough.
Stępkę okrętu położono 24 maja 1920 w stoczni Bethlehem Shipbuilding Corporation w San Francisco. Zwodowano go 15 grudnia 1920, matką chrzestną była Charles W. Dabney, prawnuczka patrona okrętu. Jednostka weszła do służby 30 kwietnia 1921, pierwszym dowódcą został Lieutenant Commander H. J. Ray.
Bazując w San Diego w czasie służby „Macdonough” operował głównie wzdłuż zachodniego wybrzeża USA. Od czasu do czasu odbywał manewry i rejsy wraz z Battle Fleet wzdłuż pacyficznego wybrzeża Ameryki Środkowej i wysp hawajskich w ramach normalnej służby. Wziął udział w podróży dobrej woli do Samoa, Australii i Nowej Zelandii (20 czerwca-26 września 1925).
22 marca 1929 niszczyciel wrócił do San Diego z ćwiczeń floty przeprowadzonych w pobliżu Balboa w Panamie i operował w pobliżu południowego wybrzeża Kalifornii do czasu wycofania ze służby w San Diego 8 stycznia 1930. Został sprzedany na złom 20 grudnia 1930.